# 托尔诺
托尔诺（義大利語：Torno），是意大利科莫省的一个市镇。总面积7平方公里，人口1209人，人口密度172.7人/平方公里（2009年）。ISTAT代码为013223。